# Wiener Blut
Wiener Blut ist eine „komische Operette“ in drei Akten von Johann Strauss (Sohn), zusammengestellt und bearbeitet von Adolf Müller junior. Der Titel stammte von dem Konzertwalzer Wiener Blut op. 354 (1873). Die Uraufführung der Operette fand am 26. Oktober 1899 im Carltheater Wien statt. Das Libretto stammt von Victor Léon und Leo Stein, die später auch das Libretto zur Operette Die lustige Witwe von Franz Lehár verfassten.

## Entstehung
Nach einem imposanten Lebenswerk und mitten in seiner Arbeit am Ballett Aschenbrödel war der 74-jährige Johann Strauss auch gesundheitlich nicht (mehr) in der Lage, eine neue Operette in Angriff zu nehmen. Gleichwohl gab er dem Drängen des Theaterdirektors Franz Jauner, seiner geschäftstüchtigen Ehefrau Adele und natürlich auch den Librettisten nach, eine Operette mit seinem Namen zu autorisieren, nachdem der Kapellmeister des Theaters an der Wien, Adolf Müller jun., eine Kompilation bereits vorliegender Tanzmelodien ins Gespräch gebracht hatte.
Diese Kompilation übernahm schließlich Müller jun. selbst, der sich hier erneut als erfahrener und hochbegabter Theaterpraktiker erwies: Er stellte aus verschiedensten Werken von Strauss effektvoll die Musik zusammen, wobei Strauss selbst nur beratend tätig war (siehe Abschnitt "Kompilation"). Müller griff auf nachweisbar (mindestens) 31 Werke zurück, deren bekannteste sich sehr schnell erschließen (wie zum Beispiel die Walzer Wiener Blut oder Morgenblätter oder auch die Polka schnell Leichtes Blut), er griff aber auch auf sehr frühe, biedermeierlich wirkende Tänze von Strauss aus den 1840er-Jahren zurück, die er geschickt mit den nostalgischen Momenten der Operette verband: „Gerechterweise müsste es also heißen: ‚Wiener Blut‘, Operette von Adolf Müller nach Motiven Strauss’scher Werke.“  Diese Art Zweitverwertung von Tanzkompositionen als Pasticcio auf der Bühne war 1899 neu, und verbreitete sich erst später in der Wiener Operette nach dem Ersten Weltkrieg.
Victor Léon und Leo Stein wiederum verfassten den Handlungsstrang und stellten sich der auch nicht einfachen Aufgabe, fertigen Musikstücken, zum Teil von hohem Bekanntheitsgrad, singbare Texte zu unterlegen, die zudem zusammen auch noch eine brauchbare Handlung ergeben sollten. Aus beidem entstand schließlich ihr Libretto über die amourösen Eskapaden des Grafen Zedlau zur Zeit des Wiener Kongresses.
Mit einem neuen Werk aus der Feder des Walzerkönigs glaubte Franz Jauner, der Direktor des Carltheaters, sich vor dem drohenden Konkurs retten zu können. Zunächst hatte Strauss allerdings das Werk für das Theater an der Wien bestimmt, dort kam es allerdings zu Streitigkeiten über Honorarforderungen. Johann Strauss setzte schließlich dem Drängen von Jauner keinen Widerstand mehr entgegen, dass es daraufhin dem Carltheater angeboten wurde und vier Monate nach Strauss’ Tod wurde dort die Verwechslungskomödie aus der Taufe gehoben.
Zeitungen kommentierten die Premiere ironisch als „Urlaub, den sich Meister Strauss vom Himmel genommen“ habe, und verglichen ihn mit Titurel, der in Richard Wagners Parsifal aus dem Grabe singt. Das Fiasko der Uraufführung führte unter anderem zu Jauners Selbstmord. Dies lag allerdings wohl auch an dem Zeitgeist begründet, der das Jahr 1899 beherrschte und der gebannt auf das 20. Jahrhundert blickte und erhoffte, bessere Zeiten zu erleben. In einer solchen Situation war der Blick zurück auf den Wiener Kongress nicht gefragt.
Zu dem erhofften Kassenerfolg wurde erst die Neueinstudierung der Operette 1905 im Theater an der Wien, der zu einem Siegeszug um die Welt wurde, der bis heute anhält.

## Inhalt
Die lebenslustige Wienerin Gabriele ist mit Balduin Graf Zedlau, einem Gesandten von Reuß-Schleiz-Greiz, getraut worden. Schon nach kurzer Zeit entpuppt sich Zedlau als sehr spießig und da ihm das Wiener Blut fehlt, zieht Gabriele wieder auf das Schloss ihrer Eltern. Der einsame Zedlau beginnt daraufhin eine Affäre mit der schönen Franziska Cagliari. Zudem wirft Balduin ein Auge auf die Freundin Pepi Pleininger seines Dieners Josef, die als Probiermamsell arbeitet.
Gabriele erfährt vom Treiben ihres Mannes und kehrt in seine Villa zurück. Nach turbulenten Verwechslungen treffen alle einander in Hietzing beim Heurigen. Gabriele lässt sich von Fürst Ypsheim-Gindelbach, dem Premierminister von Reuß-Schleiz-Greiz und Chef von Graf Balduin, geleiten. Balduin vergnügt sich mit der Probiermamsell Pepi Pleininger und Josef kommt mit der schönen Franziska Cagliari. Trotzdem kommt es zum Happy End, die jeweiligen Paare (Gabriele und Balduin, Pepi und Josef, Cagliari und Ypsheim-Gindelbach) finden wieder zueinander und alle erkennen, dass daran nur das Wiener Blut schuld sein kann, und singen einen großen Schlusschor.
Die kurzen Textzeilen zeigen, dass der Walzer ursprünglich nicht für Singstimmen, sondern instrumental gedacht war. So war man gezwungen, als Gesangstext etwas Knappes, aber doch Verständliches und sich Reimendes zu finden:
Wiener Blut, /Wiener Blut! /Eig'ner Saft, /Voller Kraft, /Voller Glut. /Wiener Blut, /selt'nes Gut, /Du erhebst, /Du belebst /Unser’n Mut!
Wiener Blut, /Wiener Blut! /Was die Stadt /Schönes hat, /In dir ruht! /Wiener Blut, /Heiße Flut! /Allerort /Gilt das Wort: /Wiener Blut!
Der Titel „Wiener Blut“ und diese Verszeilen über ihn wurden zum geflügelten Wort: Geschickt wird auf diese Weise die Exklusivität des „blauen Bluts“ auf die ganze Einwohnerschaft der multikulturellen Stadt Wien übertragen.

## Kompilation
Für die Zusammenstellung verwendete Adolf Müller jun. nachgewiesen 31 Werke in unterschiedlichen Situationen, wobei das Tonträgerbeispiel sich auf die einzige, bisher vorhandene Johann-Strauss-Gesamtausgabe der Marco Polo Edition (Naxos) bezieht und nur des Nachhörens wegen aufgenommen wurde. Die Angaben folgen Helmut Reichenauer: Gedanken zu Wiener Blut im Almanach des Kulturvereins „Wiener Blut“ (Nr. 1, Oktober 2011).
| Werktitel, Opuszahl                                    | Uraufführung                                  | Tonträgerbeispiel (Strauss-Edition) | Operette „Wiener Blut“ (1899): Akt, Szene, Textstelle                                                                                     | Klavierauszug (Cranz): Seite |
| ------------------------------------------------------ | --------------------------------------------- | ----------------------------------- | --- | ---------------------------- |
| An der schönen blauen Donau (W), op. 314               | Dianabad-Saal 15. Febr. 1867                  | Vol. 33                             | III. Akt, Nr. 11: „Auf zum Tanz! Walzersang, ach dein Klang...“ (Ensemble)                                                                | 143–146                      |
| Auf zum Tanze (P.s.), op. 436                          | Strauss-Palais 3. März 1888                   | Vol. 20                             | III. Akt, Nr. 13: „Lockt Sie denn die Laube nicht?“ (Gräfin-Minister)                                                                     | 153                          |
| Ballsträusschen (P.s.), op. 380 (Trio)                 | Sophienbadsaal 19. Februar 1878               | Vol. 6                              | II. Akt, Nr. 9: „Der Herr Graf - hast ihn denn gesehen? - Ich? Nein, nein!“ (Pepi-Josef)                                                  | 96                           |
| Bei uns z’Haus (W), op. 361 (Walzer 1)                 | Neue Welt (Hietzing) 6. August 1873           | Vol. 1                              | III. Akt, Nr. 12, Instrumental | 149–150                      |
| Bei uns z'Haus (W), op. 361 (Introduktion)             | Neue Welt (Hietzing) 6. August 1873           | Vol. 1                              | III. Akt, Nr. 12, Instrumental | 147                          |
| Bei uns z'Haus (W), op. 361 (Walzer 4)                 | Neue Welt (Hietzing) 6. August 1873           | Vol. 1                              | III. Akt, Nr. 12: „Geht’s und verkauft’s mei G’wand“ (Volkssänger)                                                                        | 148, 149, 151                |
| Deutscher Krieger-Marsch, op. 284                      | Volksgarten 28. Februar 1864                  | Vol. 7                              | II. Akt, Nr. 10 (Auftritt der Comtessen): „Bei dem Wiener Congresse gibt die Wiener Comtesse“ (Damenchor)                                 | 103–108                      |
| Ein Herz, ein Sinn (P.M.), op. 323                     | Redoutensaal der Hofburg 11. Februar 1868     | Vol. 20                             | II. Akt, Nr. 9: „Geh’ schau, mein lieb’s Schatzerl“ (Josef-Pepi)                                                                          | 98–100                       |
| Fata morgana (P.M.), op. 330                           | Blumensäle der Gartenbau-Ges. 1. Februar 1869 | Vol. 20                             | III. Akt, Nr. 13: „Hier sind die Lauben, hier sollt’ sie warten“ (Graf)                                                                   | 155                          |
| Fest-Polonaise, op. 352                                | Volksgarten 15. September 1871                | Vol. 17                             | II. Akt, Nr. 6, Instrumental und: „Ach, wer zählt die vielen Namen“ (Chor)                                                                | 76–77                        |
| Feuilleton-Walzer, op. 293                             | Sophienbad-Saal 24. Januar 1865               | Vol. 10                             | I. Akt, Nr. 1b: „Fünf volle Tag, ich sag, fünf Tag, hab seinen Herrn ich nicht gesehen“ (Franziska)                                       | 15–16                        |
| Freikugeln (P.s.), op. 326                             | Prater, Schützen-Halle 27. Juli 1868          | Vol. 33                             | I. Akt, Finale: (S. 68) „Nein, nein, daraus werd ich nicht klug“ und (S. 72) „Dahinter steckt wohl ein Betrug“ (Ensemble)                 | 68–75                        |
| Freuet euch des Lebens (W), op. 340                    | Musikverein 15. Januar 1870                   | Vol. 1                              | II. Akt, Finale: „Ich habe gewonnen, ich habe gesiegt“ (Minister)                                                                         | 117–118                      |
| Geschichten aus dem Wienerwald (W), op. 325 (Walzer 1) | Volksgarten 19. Juni 1868                     | Vol. 21                             | I. Akt, Einleitung, Instrumental | 6                            |
| Gut bürgerlich (P.f.), op. 282                         | Redoutensaal der Hofburg 26. Januar 1864      | Vol. 26                             | II. Akt, Nr. 7: (S. 83) „Ich bin ein echtes Wienerblut ...“ (Gräfin) und (S. 88) „Ich ward ein Mann von Welt“ (Graf)                      | 83, 84, 88                   |
| Jubelfest-Marsch, op. 396                              | Theater an der Wien 10. Mai 1881              | Vol. 15                             | III. Akt, Nr. 11, Instrumental | 136–138                      |
| Leichtes Blut (P.s.), op. 319                          | Volksgarten 10. März 1867                     | Vol. 8                              | I. Akt, Nr. 4: (S. 34) „Mir scheint, du willst spassen ...“ (Pepi) und (S. 35) „Draußt in Hietzing“ (Josef-Pepi)                          | 34–38                        |
| Leichtes Blut (P.s.), op. 319                          | Volksgarten 10. März 1867                     | Vol. 8                              | II. Akt, Nr. 9: (S. 97) „Draußt in Hietzing“ (Josef-Pepi) und (S. 101) „Ah, das könnt mir passen, ah mich stehn zu lassen“ (Pepi)         | 97, 101                      |
| Lob der Frauen (P.M.), op. 315                         | Volksgarten 17. Februar 1867                  | Vol. 15                             | II. Akt, Nr. 11: „Es gibt im Leben oft Momente“ (Gräfin-Minister)                                                                         | 113–115                      |
| Louischen-Polka (P.fr.), op. 339                       | Pawlowsk 22. September 1869                   | Vol. 26                             | II. Akt, Nr. 11: „Es gibt im leben oft Momente“ (Pepi) und (S. 35) „Draußt in Hietzing“ (Josef-Pepi)                                      | 34–38                        |
| Morgenblätter (W), op. 279 (Walzer 1)                  | Sophienbad-Saal 12. Januar 1864               | Vol. 10                             | I. Akt, Nr. 5: „Grüß dich Gott, du liebes Nesterl“ (Gräfin)                                                                               | 56, 57, 60                   |
| Morgenblätter (W), op. 279 (Introduktion)              | Sophienbad-Saal 12. Januar 1864               | Vol. 10                             | III. Akt, Nr. 13: „Rasch eine Laube! Ist die da frei?“ (Franziska-Josef)                                                                  | 156                          |
| Myrthenblüten (W), op. 395 (Walzer 1+2)                | Redoutensäle der Hofburg 7. Mai 1881          | Vol. 10                             | I. Akt, Nr. 5: (S. 58) „Wie hab auf dir ich musiziert, armes Spinett“ und (S. 59) „Mein Schlafgemach, es scheint wohl verlassen“ (Gräfin) | 58, 59                       |
| Neu-Wien (W), op. 342 (Introduktion)                   | Dianabad-Saal 13. Februar 1870                | Vol. 36                             | I. Akt, Nr. 3 (Briefszene): „Du lieber Schatz, ich muss dir gestehn“ (Graf-Josef)                                                         | 27, 28                       |
| Neu Wien (W), op. 342 (Walzer 1a)                      | Dianabad-Saal 13. Februar 1870                | Vol. 36                             | I. Akt, Nr. 3: „Du süßes Zuckertäuberl mein, o komm, o komm zum Stelldichein“ (Graf)                                                      | 28, 29                       |
| Neu Wien (W), op. 342 (Walzer 1b)                      | Dianabad-Saal 13. Februar 1870                | Vol. 36                             | I. Akt, Nr. 3: „Glaubst du, sie kommt hinaus?“ (Graf)                                                                                     | 30                           |
| Neu Wien (W), op. 342 (Walzer 1a und Introduktion)     | Dianabad-Saal 13. Februar 1870                | Vol. 36                             | II. Akt, Nr. 9: „Will später dich dann fragen“ (Graf)                                                                                     | 92, 93                       |
| Newa-Polka (P.f.), op. 288                             | Pawlowsk 27. September 1864                   | Vol. 41                             | II. Akt, Nr. 8: „Als ich ward ihr Mann“ (Graf)                                                                                            | 90                           |
| Patronessen-Polka (P.f.), op. 286                      | Sophienbad-Saal 2. Februar 1864               | Vol. 21                             | I. Akt, Nr. 5: „Ich kann mich nicht beklagen ...“ (Franziska)                                                                             | 46                           |
| Postillon d’amour (P.f.), op. 317                      | Volksgarten 10. März 1867                     | Vol. 43                             | I. Akt, Nr. 1 (Entree): „Ich such jetzt da, ich such jetzt dort“ (Josef)                                                                  | 9                            |
| Rasch in der That (P.s.), op. 409                      | Sophienbad-Saal 29. Januar 1883               | Vol. 23                             | I. Akt, Nr. 2: „Grüß Gott, mein liebes Kind! – Gut’n Tag, mein Herr!“ (Graf-Franziska)                                                    | 18–19                        |
| Serail-Tänze (W), op. 5 (Introduktion)                 | Dommayers Casino 19. November 1844            | Vol. 4                              | I. Akt, Nr. 5: „Des Landes Reuss-Schleiz-Greiz Verweser ...“ (Minister)                                                                   | 39–40                        |
| Stadt und Land (P.M.), op. 322                         | Blumensäle der Gartenbau-Ges. 19. Januar 1868 | Vol. 18                             | I. Akt, Nr. 2: „Dann und wann muss man doch auch bei der Frau sein“ (Graf)                                                                | 22                           |
| Waldine (P.M.), op. 385                                | Musikverein 7. Dezember 1879                  | Vol. 11                             | I. Akt, Nr. 5: „Ich weiß, was Sie erklären wollen und kann nur Beifall zollen“ (Minister)                                                 | 49                           |
| Wein, Weib und Gesang (W), op. 333 (Walzer 1)          | Dianabad-Saal 2. Februar 1869                 | Vol. 27                             | III. Akt, Nr. 13: „Stoß an, stoß an, du Liebchen mein“ (Graf)                                                                             | 160–164                      |
| Wein, Weib und Gesang (W), op. 333 (Walzer 2)          | Dianabad-Saal 2. Februar 1869                 | Vol. 27                             | II. Akt, Nr. 11: „Die Damen erlauben, dass bekannt ich sie mache“ (Minister)                                                              | 119–122                      |
| Wein, Weib und Gesang (W), op. 333 (Walzer 3a)         | Dianabad-Saal 2. Februar 1869                 | Vol. 27                             | II. Akt, Nr. 11 (S. 130): „Das ist ein Spaß, das seh ich genau“ (Graf) und (S. 140) „Die Wienerstadt, sie hat ein Symbol“ (Ensemble)      | 130, 131, 140, 141           |
| Wein, Weib und Gesang (W), op. 333 (Walzer 3b)         | Dianabad-Saal 2. Februar 1869                 | Vol. 27                             | II. Akt, Nr. 11: „Und ich hab ihn net g'funden, ich bin doch ein Schaf“ (Josef+Ensemble)                                                  | 127–129                      |
| Wein, Weib und Gesang (W), op. 333 (Walzer 4a)         | Dianabad-Saal 2. Februar 1869                 | Vol. 27                             | III. Akt, Nr. 14: „Schlau und fein! Schlau und fein! Alles will erobert sein!“ (Gräfin)                                                   | 168–171                      |
| Wein, Weib und Gesang (W), op. 333 (Walzer 4b)         | Dianabad-Saal 2. Februar 1869                 | Vol. 27                             | II. Akt, Nr. 11: „Ha, ha, ha! Halten mich zum Besten da!“ (Ensemble)                                                                      | 132–133                      |
| Wiener Blut (W), op. 354 (Walzer 1a+b)                 | Musikverein 22. April 1873                    | Vol. 32                             | II. Akt, Nr. 7: „Wiener Blut, Wiener Blut! Eigner Saft voller Kraft, voller Glut!“ (Graf-Gräfin)                                          | 85–87, 89                    |
| Wiener Blut (W), op. 354 (Walzer 1a)                   | Musikverein 22. April 1873                    | Vol. 32                             | III. Akt, Nr. 15: „Wiener Blut, Wiener Blut! Eigner Saft voller Kraft, voller Glut!“ (Ensemble und Chor)                                  | 172–174                      |
| Wiener Blut (W), op. 354 (Walzer 4a)                   | Musikverein 22. April 1873                    | Vol. 32                             | II. Akt, Nr. 11: „Ja aber - So schweig! - Ich kenn doch - Sei still!“ (Josef-Pepi)                                                        | 126–127                      |
| Wildfeuer (P.f.), op. 313                              | Volksgarten 18. November 1866                 | Vol. 40                             | I. Akt, Nr. 4: „Wünsch guten Morgen Herr von Pepi“ (Pepi-Josef)                                                                           | 33                           |
| Wo die Zitronen blühen (W), op. 364                    | Teatro Regio di Torino 9. Mai 1874            | Vol. 2                              | I. Akt, Nr. 8: „Was nützt der gute Vorsatz mir?“ (Graf)                                                                                   | 91                           |

## Musiknummern nach der Partitur
Die folgende Nummernliste ist dem Klavierauszug der Operette, erschienen unter der Nummer CRZ 1020 beim Musikverlag Cranz Mainz, entnommen.
Nr. 1a Lied: Ich such jetzt da, ich such jetzt dort (Josef)
Nr. 1b Duett: Pepi, Er? (Franzi, Josef)
Nr. 2 Duett: Grüß Gott mein liebes Kind (Franzi, Graf)
Nr. 3 Duett: Na also schreib und tu nicht schmieren (Graf, Josef)
Nr. 4 Duett: Wünsch gut'n Morgen Herr von Pepi (Pepi, Josef)
Nr. 5 Finale I: Da ist sie ja! O kruzineser (alle)
Nr. 6 Polonaise: Ach wer zählt die vielen Namen (Chor)
Nr. 7 Duett: Das eine kann ich nicht verzeihen...Wiener Blut (Gräfin, Graf)
Nr. 8 Lied: Als ich ward ihr Mann (Graf)
Nr. 9 Szene und Duettino: So nimm mein süßer Schatz (Graf, Pepi, Josef)
Nr. 10 Lied: Beim Wiener Kongresse (Damenchor)
Nr. 11 Finale II: A, jetzt heißt es operieren (alle)
Nr. 12 Zwischenaktmusik und G'stanzeln: Gehts und verkaufts mei G'wand (Pepi, Lissi, Lori)
Nr. 13 Sextett: O kommen Sie und zögern Sie nicht länger (Franzi, Pepi, Gräfin, Graf, Josef, Minister)
Nr. 14 So wollen wir uns denn verbünden (Franzi, Gräfin)
Nr. 15 Schlußgesang (Finale III): Wiener Blut (alle)

## Verfilmungen
Wiener Blut (1942): Die populäre Verfilmung von Willi Forst von 1942 wurde bereits in Deutschland produziert und präsentierte mitten im Zweiten Weltkrieg eine unversehrte österreichische Welt. Die Filmfestspiele von Venedig zeichneten den Film noch im selben Jahr mit dem Premio della Biennale aus.
Eine weitere Verfilmung unter der Regie von Hermann Lanske mit Benno Kusche, René Kollo, Ingeborg Hallstein, Fritz Muliar und Dagmar Koller in den Hauptrollen erschien 1972 als Koproduktion von ZDF und ORF.

## Wirkung
Der Rocksänger Falco benannte sein fünftes Album und den dazugehörigen Titelsong 1988 nach der Operette, die deutsche Metalband Rammstein tat es ihm mit dem achten Lied des Albums „Liebe ist für alle da“ gleich: Dieses heißt ebenfalls „Wiener Blut“, benutzt den Titel aber als zynische Metapher für den Fall Josef Fritzl. Die slowenische Industrial-Band Laibach adaptierte 1987 den Wiener-Blut-Walzer für die Bühnenmusik zum avantgardistischen Theaterstück „Krst pod Triglavom“ („Die Taufe unter dem Triglav“) der Neue-Slowenische-Kunst-Theatergruppe „Rdeči Pilot“ („Der rote Pilot“), welches die Geschichte Sloweniens inklusive der vergangenen Zugehörigkeit zu Österreich thematisierte.
2008 präsentierte die Regisseurin Cordula Däuper Wiener Blut am Berliner Hebbel-Theater in einer rein weiblichen Cross-Dressing-Produktion, die das Stück in Bezug auf die „heterosexuelle Matrix der Geschlechterrollen“ im Sinn von Judith Butler neu durchleuchtete. Über den Gender-Aspekt sowie die Frage, ob Librettist Victor Léon in dieser Operette mit der Gräfin Zedlau ein neues, modernes Frauenideal entwarf, das zu den Maximen der Zeitschrift Die Hausfrau passt, wo er langjähriger Redakteur war, wurde bei der Konferenz Tanz-Signale in Wien 2015 erstmals diskutiert. Ebenso zur Sprache kam dort im Vortrag von Kevin Clarke das Thema, dass man den Grafen Zedlau als Sexsüchtigen im modernen Sinn des Wortes interpretieren kann, der unter der „Tyrannei der Lust“ leide („Klopft ein Versucher an die Tür, dann ist vergessen die Moral. Ich denke: ‚Nur noch dies eine Mal! Von morgen an werd’ ich solid!‘ Ach, lieber Gott! ’s ist ein altes Lied! Und morgen, ach, ja dann … Fang ich von vorne an!“).

## Weitere Nachweise zum Begriff „Wiener Blut“
Friedrich Schlögl veröffentlichte Anfang 1873 einen ersten Teil seiner Schriften, die großenteils unter dem Titel „Kleine Culturbilder aus Wien“ im Feuilleton des Neues Wiener Tagblatts erschienen waren, unter dem Titel „‚Wiener Blut‘: Kleine Culturbilder aus dem Volksleben der alten Kaiserstadt“. Das Buch wurde ein großer Erfolg. Ferdinand Kürnberger und Ludwig Anzengruber stimmten in das Lob vieler anderer ein. „Schlögl habe beste belletristische Ethnographie über die Wiener geschrieben, sei ein ‚sozialer Wegweiser‘, der Autor ‚das Gewissen Wiens‘.“
Am 20. April 1873 fand die Hochzeit von Leopold von Bayern mit Gisela von Österreich statt. Rund um diesen Anlass wurde eine Reihe glanzvoller Feste gefeiert. Das Personal des k.k. Hof-Operntheaters veranstaltete am 22. April 1873 im Goldenen Saal des Wiener Musikvereins einen Hof-Opernball. Dabei wurde der Walzer mit dem von Schlögl entlehnten Titel von Johann Strauss uraufgeführt.

## Kritische Ausgabe
- Michael Rot (Hrsg.): Johann Strauss – Wiener Blut – Operette in 3 Akten. Neue Johann Strauss Gesamtausgabe. Verlagsgruppe Hermann, Wien 2017, ISMN  M-006-61122-5[10]